# 利薩鄉 (布拉索夫縣)

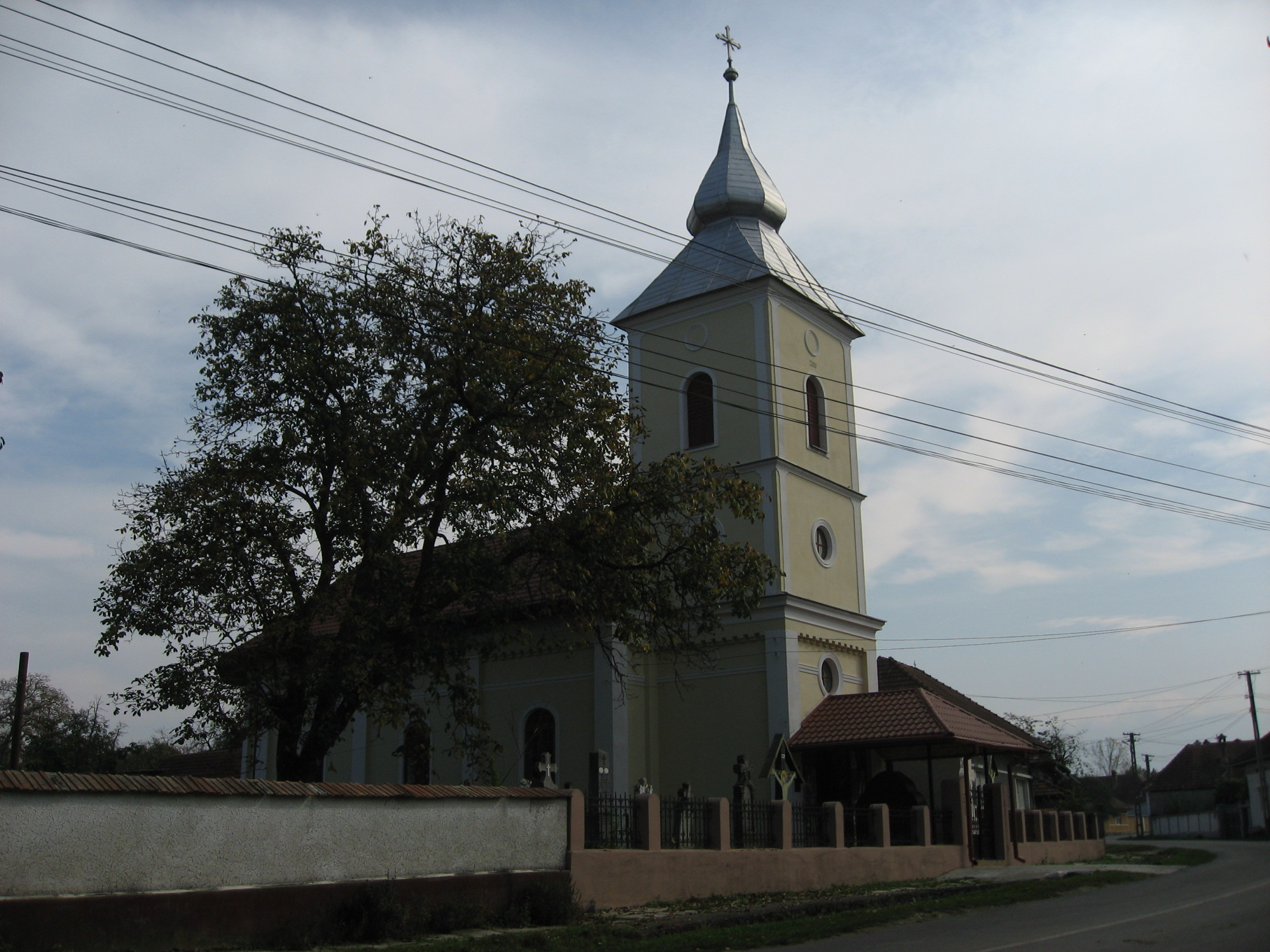

利薩鄉（羅馬尼亞語：Comuna Lisa, Brașov），是羅馬尼亞的鄉份，位於該國中部，由布拉索夫縣負責管轄，面積87平方公里，海拔高度557米，2007年人口1,613，人口密度每平方公里19人。